# Nikolaus I. (Oppeln)
Nikolaus I. von Oppeln (polnisch Mikołaj I opolski; tschechisch Mikuláš I. Opolský; * um 1420; † 3. Juli 1476) war 1437–1476 Herzog von Oppeln, sowie Herzog der Oppelner Teilherzogtümer Falkenberg und Strehlitz. Er entstammte dem Oppelner Zweig der Schlesischen Piasten. 

## Herkunft und Familie
Seine Eltern waren Herzogs Bolko IV. von Oppeln (1363–1437) und Margaretha von Görz (–1437). 1442 vermählte sich Nikolaus mit Magdalena (* zwischen 1425 und 1430; † 10. September 1497), Tochter des Liegnitzer Herzogs Ludwig II. (1380–1436) aus dessen zweiter Ehe mit Elisabeth von Brandenburg. Der Ehe entstammten zehn Kinder:
1. Ludwig (* um 1450; † zwischen 23. Mai 1475 und 4. September 1476)
2. Johann II. von Oppeln-Ratibor († 1532)
3. Nikolaus II. von Oppeln († 1497)
4. Boleslaus/Boleslaw († vor 27. Januar 1477)
5. Bernhard († vor 27. Januar 1477)
6. Machna (* zwischen 1442 und 1450; † zwischen 1468 und 26. April 1472); ⚭ (vor 23. Februar 1463) Herzog Primislaus III. von Tost († 1484)
7. Elisabeth († 29. August 1507), 1473 Äbtissin von St. Klara zu Breslau
8. Magdalena († 1501); ⚭ (13. Januar 1478) Herzog Johann III. d. J. von (Troppau)-Ratibor († 1493)
9. Katharina († 26. August 1507), Nonne von St. Klara zu Breslau
10. Tochter (* 1481; † August 1507), Nonne von St. Klara zu Breslau

## Leben
Nach dem Tod des Vaters 1437 übernahm der älteste Bruder Bolko V. die Regierung des Herzogtums Oppeln. Nikolaus und sein Bruder Johann, der 1439 starb, wurden Mitregenten. Im Oktober 1438 huldigte Nikolaus im Feldlager bei Strehlitz zusammen mit seinem Bruder Johann, seinem Onkel Bernhard von Falkenberg († 1455) sowie anderen schlesischen Fürsten dem jugendlichen Prinzen Kasimir, der nach dem Tod des Kaisers Sigismund von böhmischen Adeligen als dessen Nachfolger vorgeschlagen wurde, sich aber gegen Sigismunds Schwiegersohn Albrecht II. nicht durchsetzen konnte. Diesem huldigte Nikolaus am  3. Dezember 1438 in Breslau.
Da beim Tod seines Schwiegervaters Ludwig II. von Liegnitz-Brieg 1436 die Nikolaus zustehende Mitgift seiner Ehefrau über 10.000 Gulden noch nicht ausbezahlt war und die nun verwitwete Schwiegermutter seit 1438/1439 in zweiter Ehe mit dem Teschener Herzog Wenzel I. verheiratet war, erwirkte Nikolaus 1443 die Verpfändung der Stadt Brieg und des Herzogtums Brieg an sich. 
Nach dem Tod seines Bruders Bolko, der ohne legitime Nachkommen starb, fiel das Herzogtum Oppeln 1460 als erledigtes Lehen an die Krone Böhmen. Erst nachdem Nikolaus den von Bolko erworbenen Anteil von Troppau an den böhmischen König Georg von Podiebrad abtrat, wurde er mit dem Herzogtum Oppeln belehnt. Mit dem Erwerb von Troppau konnte Georg von Podiebrad seinen Einfluss in Oberschlesien stärken. Mit dem Kollegiatstift Oberglogau (Klein Glogau), dem sein Bruder Bolko, der ein aktiver Hussit war, dessen Einnahmen vorenthalten hatte, führte Nikolaus einen Ausgleich herbei. Zugleich vereinte er Oberglogau, das 1425 von seinem Vater an Bolko übertragen worden war, wieder mit dem Herzogtum Oppeln, titulierte jedoch wie Bolko auch als Herzog von Oppeln und Herr auf Klein Glogau. Nach der Wahl des Vladislavs II. 1471 zum König von Böhmen fiel ein polnischer Heerhaufen in Schlesien ein, der auch das Gebiet von Nikolaus bedrängte. Kreuzburg, Pitschen und Brieg wurden geplündert. 
Nikolaus starb am 3. Juli 1476. Sein Leichnam wurde in der Kirche des Oppelner Franziskanerklosters beigesetzt. Als Herzog von Oppeln folgte ihm sein Sohn Johann II. von Oppeln-Ratibor, mit dem 1532 der Oppelner Familienzweig erlosch.